# 奥久慈男体山
奥久慈男体山（おくくじなんたいさん）は、茨城県常陸太田市と久慈郡大子町の境にある山である。標高653.8m。単に男体山とも呼ばれる。
奥久慈の山の一つ。山の西側には高さ300mに及ぶ岩壁がある。山頂には一等三角点がある。西金駅、上小川駅および袋田の滝からのルートがある。

## 画像解説

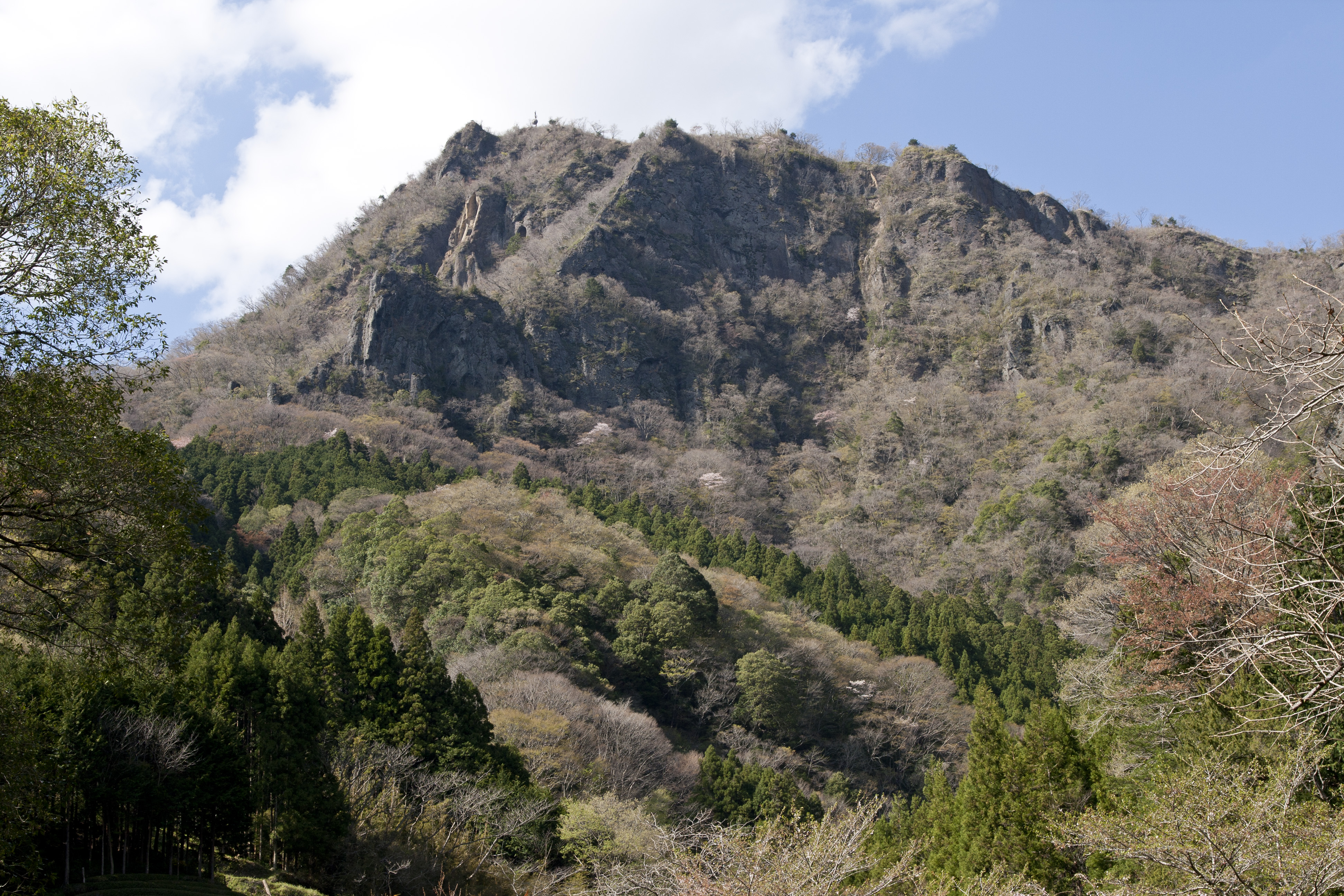
南から望む
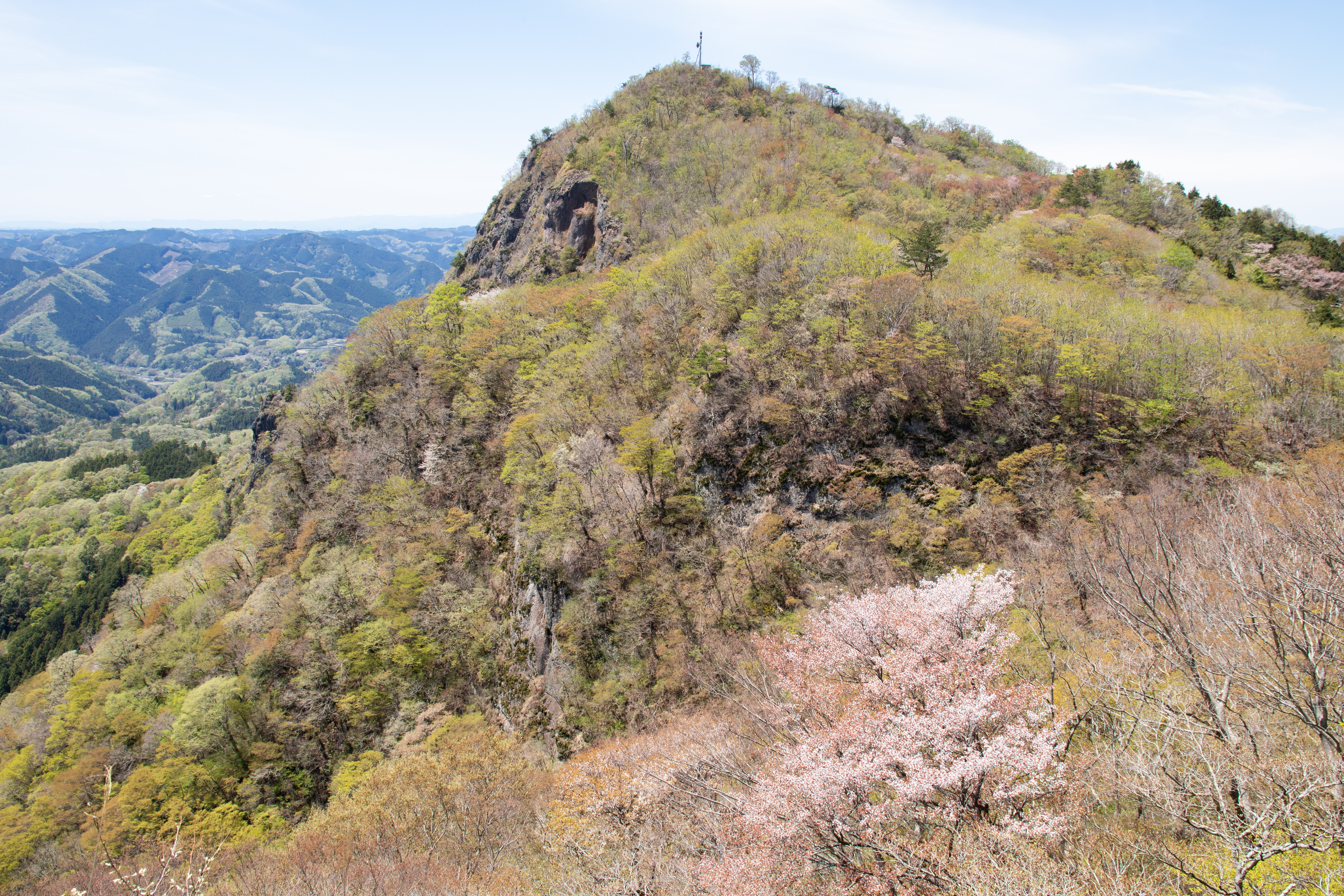
山稜
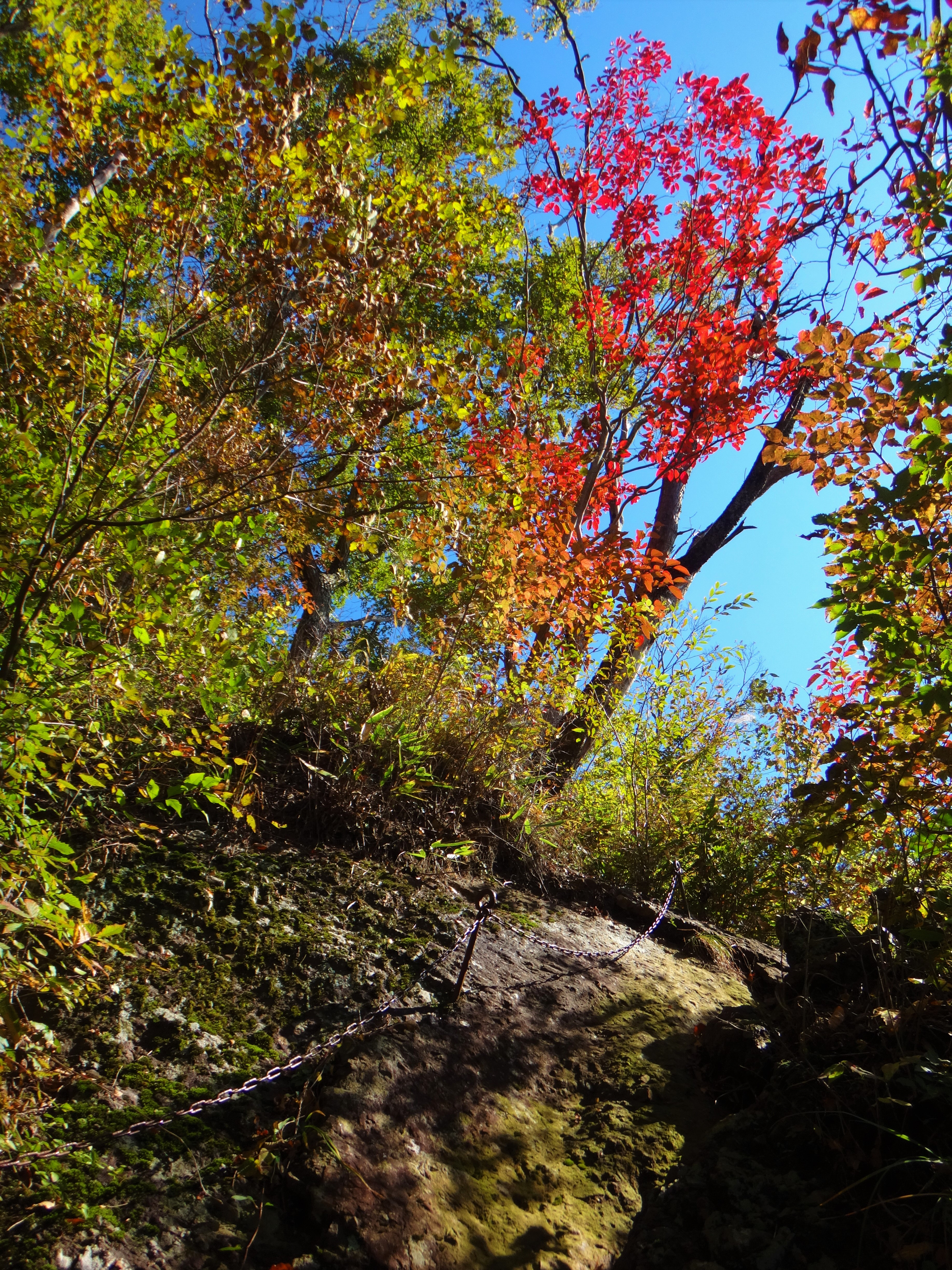
紅葉の登山道
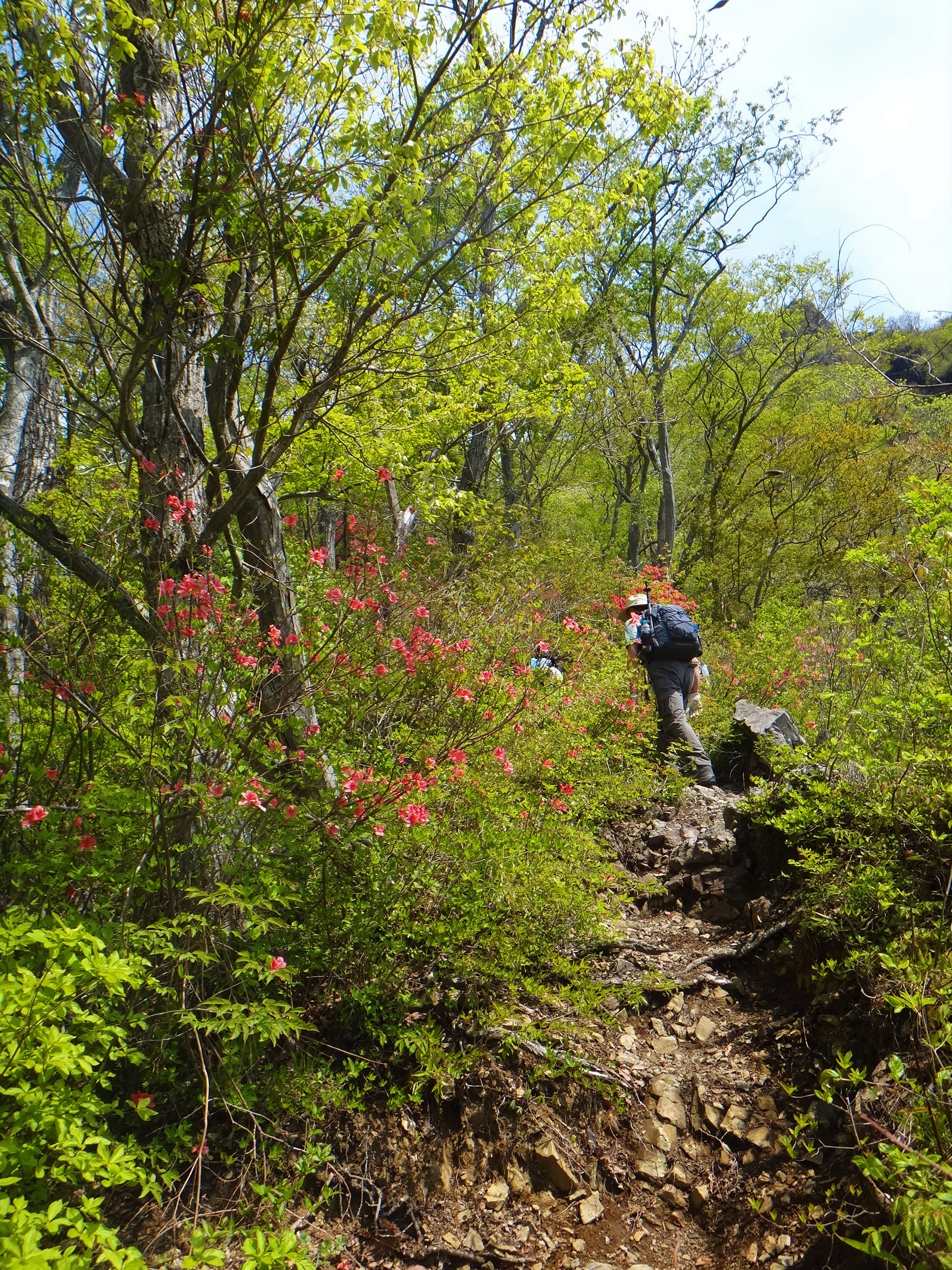
ツツジ咲く登山道
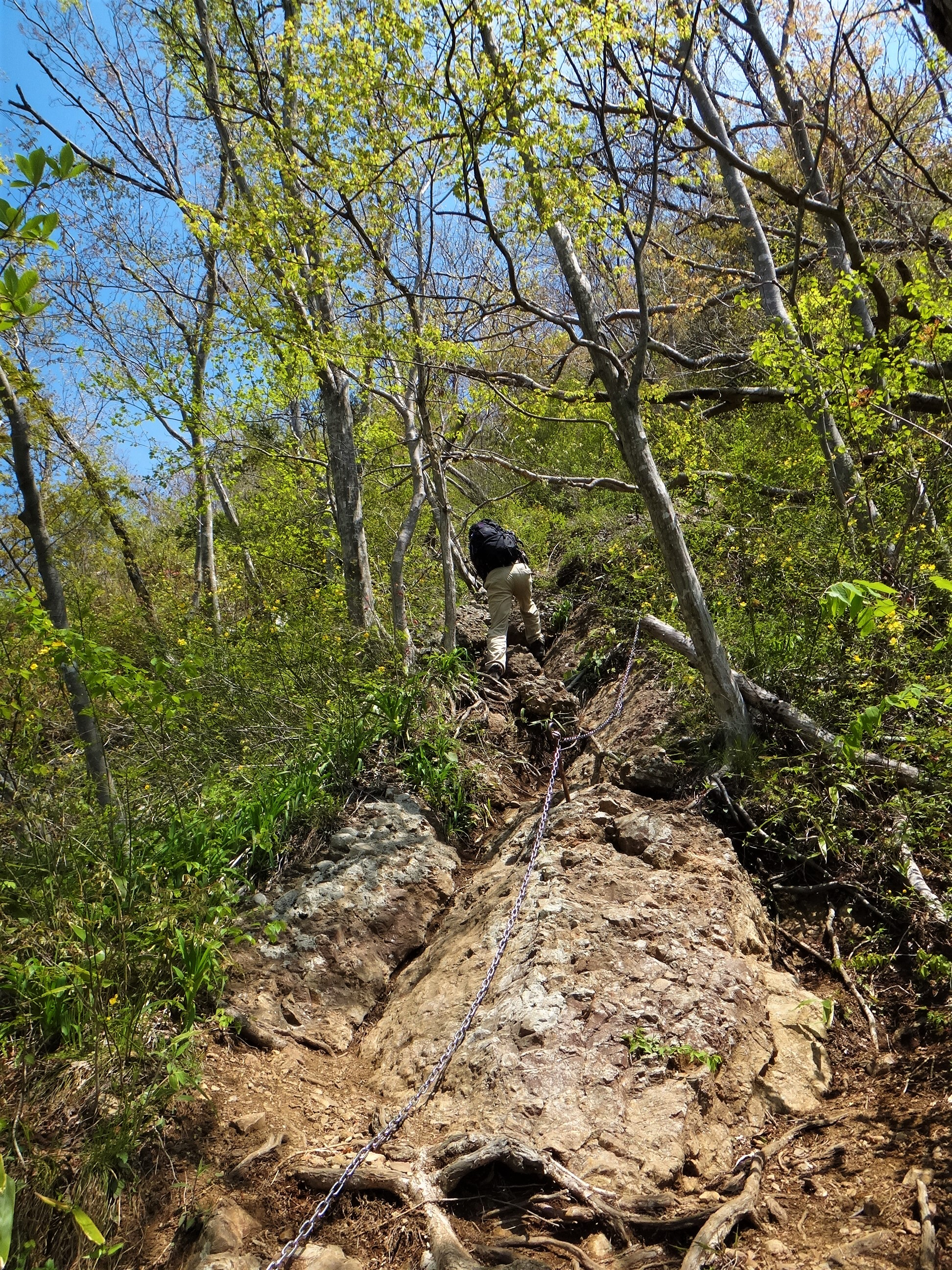
健脚コースの鎖場
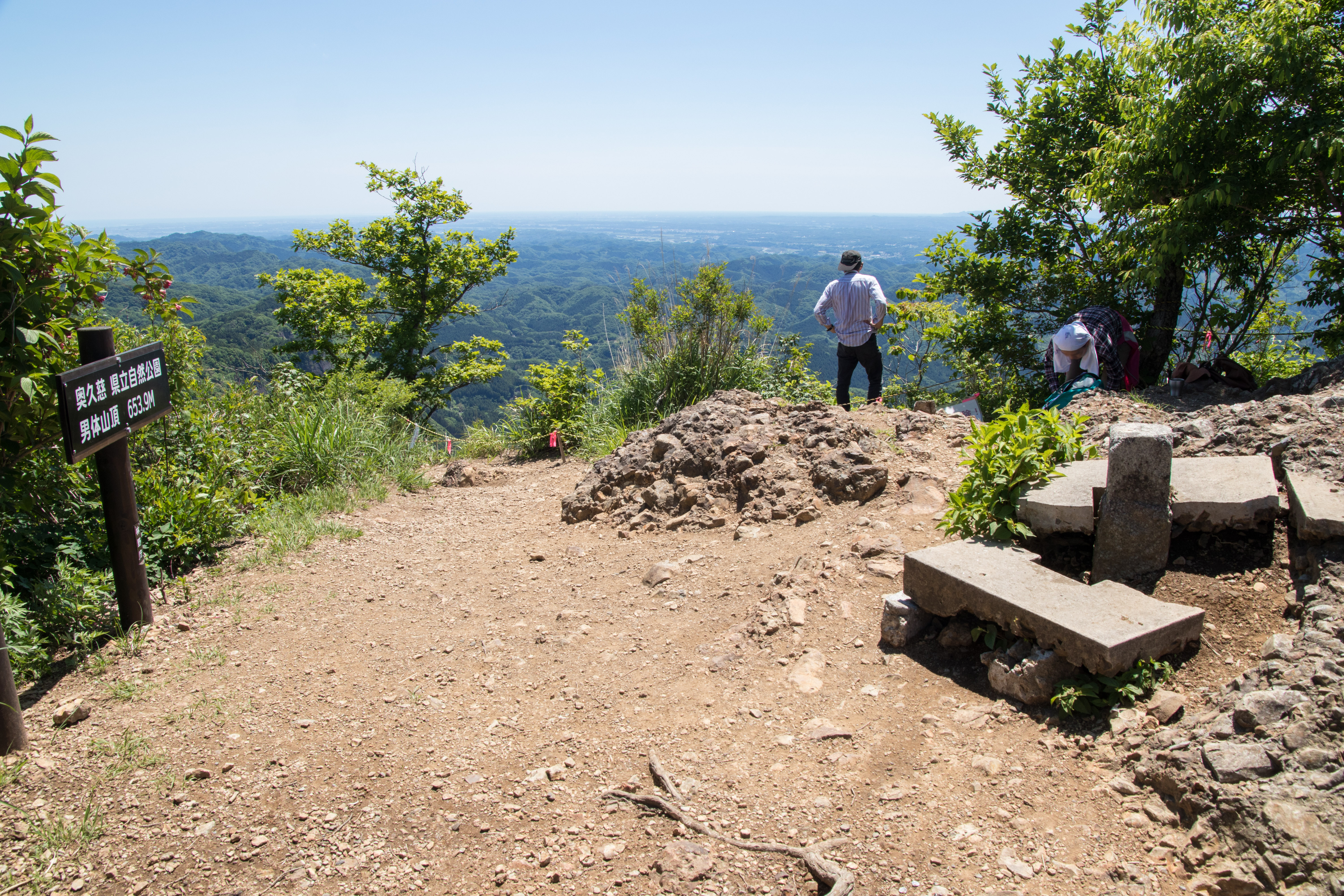
山頂と三角点
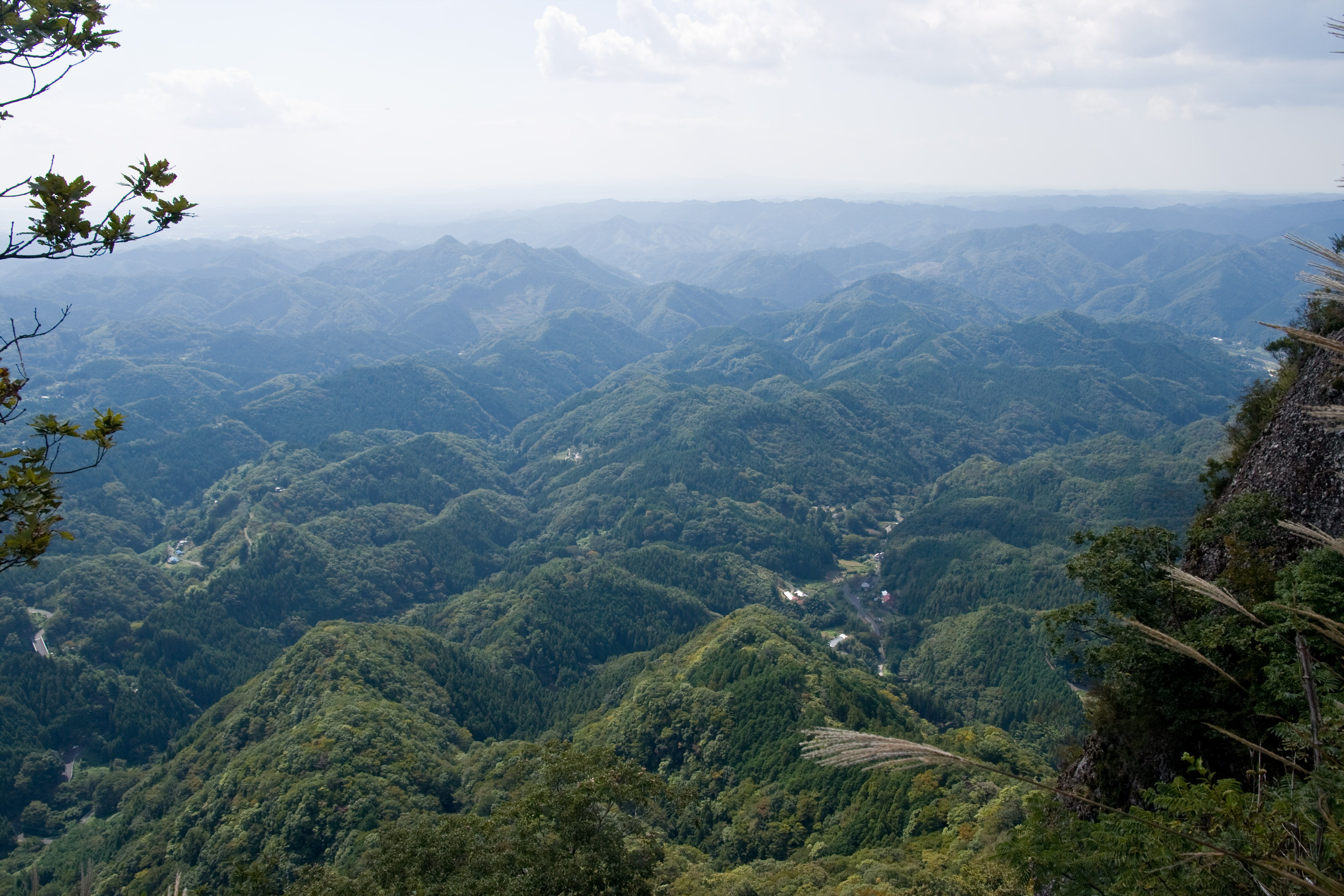
山頂より南西側
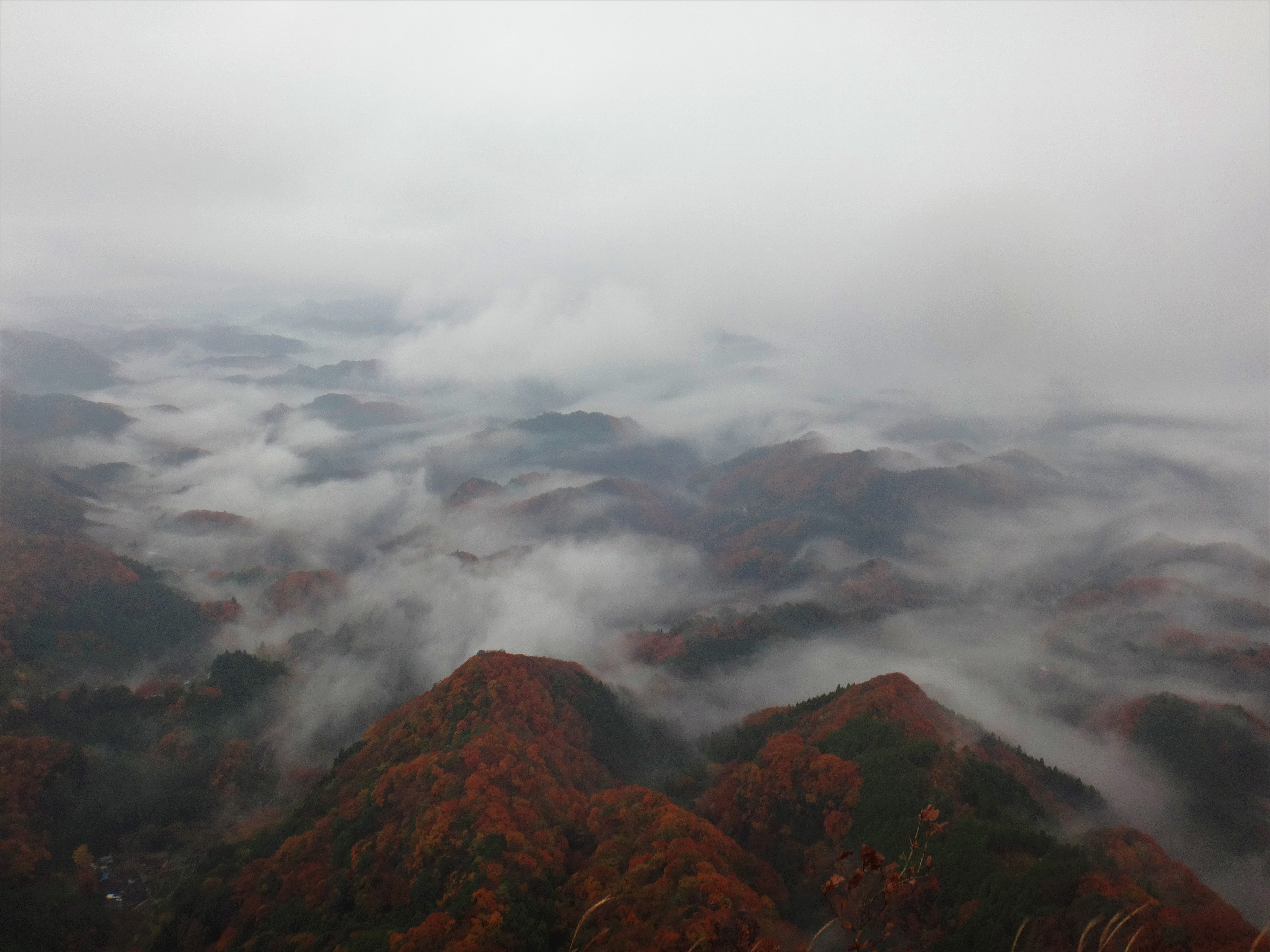
山頂からの景色